# Recey-sur-Ource
Recey-sur-Ource este o comună în departamentul Côte-d'Or, Franța. În 2009 avea o populație de 386 de locuitori.

## Evoluția populației
| An        | 1975 | 1982 | 1990 | 1999 | 2006 | 2009 |
| --------- | ---- | ---- | ---- | ---- | ---- | ---- |
| Populație | 542  | 498  | 461  | 431  | 398  | 386  |